# Leatham River
Der Leatham River ist ein Fluss im Marlborough District auf der Südinsel von Neuseeland.

## Geographie
Der Leatham River entspringt rund 135 m nördlich eines 2082 m hohen unbenannten Gipfels und fließt von dort aus rund 750 m in nordöstliche Richtung, um dann für ca. 1,5 km nach Osten abzuknicken. Nach einem Zulauf von Südwesten knickt dann der noch junge Fluss nach Nordnordwesten ab und findet nach weiteren rund 2,2 km seine hauptsächliche Flussrichtung zwischen Nordosten und Nordnordosten. Nach insgesamt 33 Flusskilometer stößt der Boulder Stream rechtsseitig hinzu. Von da ab ändert der Leatham River seine Flussrichtung nach Norden und nach einer Linksschleife nach Westen und kurz danach bis zu seiner Mündung in den Branch River nach Nordnordwesten. Der Leatham River kommt auf eine Flusslänge von rund 42 km.

## Leatham Track
Eine Schotterpiste führt rechtsseitig des Flusses bis zu der kleinen Ansiedlung Leatham, die aus einem Gehöft besteht und 6,2 km flussaufwärts zu finden ist. Von dem Gehöft führt die Schotterpiste rechtsseitig weiter flussaufwärts bis Caves Bluff, wo der mit einem Fahrzeug  befahrbare Weg endet und auf der anderen Flussseite der Wanderweg des Leatham Track beginnt. Nach rund 9 km stößt man auf die Bottom Gordons Hut, von der der Gordon Track nach Osten abzweigt. Über die Top Leatham Hut führt der Wanderweg dann weiter, später den Fluss verlassend hinauf zum Servern Saddle, wo der Wanderweg nach insgesamt 21 km endet.